# Băleni (Dâmbovița)
Băleni (in ungherese Balalény; in serbo Балени?, in bulgaro Бълени?) è un comune della Romania di 8 331 abitanti, ubicato nel distretto di Dâmbovița, nella regione storica della Muntenia.
Il comune è formato dall'unione dai due villaggi di Băleni-Români e Băleni-Sârbi.

## Storia
L'area del Comune di Băleni è abitata fin dall'antichità. Le ricerche archeologiche condotte nel giugno 1973 hanno portato alla scoperta di insediamenti dei secoli V-VI. Il paese di Baleni è attestato da documenti della metà del XV secolo sotto il nome di paese di Rusi 
(Nitescu, Constantin (1970). La storia della chiesa di Baleni Dambovita in "Glasul bisericii" n. 9-10 . pp. 958-959.)